# Dalspelspindel
Dalspelspindel (Semljicola faustus) är en spindelart som först beskrevs av O. Pickard-Cambridge 1900.  Dalspelspindel ingår i släktet Semljicola och familjen täckvävarspindlar. Arten är reproducerande i Sverige. Inga underarter finns listade i Catalogue of Life.